# Boulanger (cratère)
Pour les articles homonymes, voir Boulanger (homonymie).
Boulanger est le nom d'un cratère d'impact présent sur la surface de Vénus.
Le cratère a ainsi été nommé par l'Union astronomique internationale en 1991 en hommage à la pianiste, compositrice et pédagogue française Nadia Boulanger.
Son diamètre est de 71,5 km. Il se situe dans la région du quadrangle de Juno Chasma (quadrangle V-47).